# Лукин, Сергей Николаевич (сенатор)
Сергей Николаевич Лукин (род. 7 июля 1954, с. Перлевка, Воронежская область) — член Совета Федерации от Воронежской областной Думы, Кавалер ордена Дружбы (Россия), Заслуженный строитель Российской Федерации, Почётный гражданин Воронежской области.
Из-за вторжения России на Украину, находится под международными санкциями стран Евросоюза, США, Великобритании и других стран

## Биография
Сергей Николаевич Лукин родился 7 июля 1954 года в селе Перлевка Семилукского района Воронежской области.
После окончания школы в 1976 году окончил Воронежский инженерно-строительный институт (квалификация «Инженер-строитель»). Позднее успешно защитил диссертацию на соискание ученой степени кандидата технических наук.
Трудовую деятельность начал в 1976 году мастером в ПМК-110 «Воронежоблстроя». Оттуда в 1977 году Сергей Николаевич ушел служить в армию.
После службы в 1979 году устроился на работу в ОАО «Домостроительный комбинат». Прошел все ступени профессиональной карьерной лестницы. Работал мастером, прорабом, начальником цеха, руководителем СМУ, главным строителем. В 1997 году трудовой коллектив избрал Лукина генеральным директором ДСК. С 2006 по 2012 год он являлся председателем Совета директоров ДСК. В 2004 году ОАО «ДСК» внесено в энциклопедию «Лучшие люди России», раздел «Лидеры российской экономики». Предприятие неоднократно становилось дипломантом областных конкурсов.
В 2001 году Сергей Лукин избрался депутатом Воронежской областной думы III созыва, позже переизбирался в 2005 году (IV созыв) и 2010 году (V созыв). Входил в Комитет по бюджету, налогам, финансам и банковской деятельности. Занимал должность председателя Комитета по строительному комплексу и коммунальному хозяйству.
Контрольный пакет акций компании ДСК в 2012 году перешел к детям Лукина. Сама компания является главным подрядчиком по государственным контрактам в Воронежской области (по многим тендерам она проходит как единственный заявившийся на конкурс подрядчик). ДСК контролировало около 50% рынка жилстроительства Воронежа, а топ-менеджеры и выходцы из компании являлись одними из сильнейших местных лоббистов. В 2023 году ДСК оставался лидером Черноземья по объёму ввода многоквартирного жилья.
С апреля 2013 года представитель от законодательного (представительного) органа государственной власти Воронежской области. В Верхней палате Парламента Сергей Лукин входит в состав Комитета по федеративному устройству, региональной политике, местному самоуправлению и делам Севера.
В 2014 году стал главным вдохновителем и меценатом возведения пятиглавого храма в смешанном византийско-русском стиле в честь иконы Божьей Матери «Всецарица» в Воронеже. 29 сентября был совершён молебен, 13 декабря митрополит Сергий совершил чин основания храма, а через год основные строительные работы были закончены. 1 декабря 2015 года глава Воронежской митрополии освятил купола, кресты и колокола строящейся церкви и на Рождество 2016 года была совершена первая литургия. Внешние и внутренние отделочные велись в течение года, и в конце июля 2017 года состоялось освящения храма.
25 сентября 2020 года переизбран сенатором от Воронежской областной думы.

## Санкции
24 марта 2022 года, на фоне вторжения России на Украину, внесён в санкционный список Канады «соратников режима» за «содействие в нарушения суверенитета и территориальной целостности Украины».
30 сентября 2022 года внесён санкционный список Соединённых Штатов Америки «за аннексию Путиным регионов Украины» и одобрения закона о фейках. Государственный департамент отмечает что сенаторы «проголосовали за одобрение просьбы Путина о вводе войск в Украину, что послужило неоправданным предлогом для полномасштабного вторжения России в Украину».
16 декабря 2022 года, внесён в санкционный список всех стран Европейского союза так как он голосовал за ратификацию договоров о дружбе с самопровозглашёнными ЛНР и ДНР.
По аналогичным основаниям находится под санкциями Украины, Швейцарии, Австралии и Новой Зеландии.

## Семья
Женат. Имеет сына и внуков.
Сергей Лукин родился и вырос в селе Перлёвка Семилукского района. Родители трудились на земле[уточнить]. Вместе с сестрой-двойняшкой помогали родителям по хозяйству.

## Награды
Сергей Лукин является обладателем различных званий и наград. В 2002 году ему было присвоено почётное звание Заслуженный строитель Российской Федерации, а в 2013 году он стал лауреатом премии Правительства Российской Федерации в области науки и техники.
Президент России Владимир Путин 19 сентября 2019 года подписал Указ о награждении Сергея Николаевича Лукина орденом Дружбы за большой вклад в развитие парламентаризма, активную законотворческую деятельность и многолетнюю добросовестную работу. Им были получены почётная грамота Правительства Российской Федерации и благодарностями министра экономического развития (2012) и председателя Совета Федерации (2014).
Деятельность Лукина отдельно отмечается в Воронеже. В 2017 году ему было присвоено звание почётного профессора ВГТУ, в 2020 — почётного гражданина Воронежской области, а в 2023 году - почётного гражданина города Воронежа.
Сергей Лукин награждён Орден Святого благоверного князя Даниила Московского (2017) от Русской православной церкви. В 2018 году за многолетнюю плодотворную деятельность, большой вклад в становление и развитие российского парламентаризма и активное участие в общественно-политической жизни Воронежской области награжден Почетным знаком воеводы Семёна Сабурова «Служение и долг». В 2024 году Сергей Лукин был удостоен высшей награды Совета Федерации — Почетного знака «За заслуги в развитии парламентаризма».Указом Губернатора Воронежской области награжден Почетным знаком «Святитель Митрофан Воронежский» (2024).